# Antun Bauer
Antun Bauer (ur. 11 lutego 1856 w Breznicy, zm. 7 grudnia 1937 w Zagrzebiu) – chorwacki duchowny rzymskokatolicki, teolog, filozof, poseł do parlamentu, arcybiskup zagrzebski.

## Biografia
W lipcu 1879 otrzymał święcenia prezbiteriatu i został kapłanem archidiecezji zagrzebskiej. Studiował w Zagrzebiu, Budapeszcie i w Wiedniu, uzyskując w 1883 doktorat z filozofii i teologii. Następnie pracował jako duszpasterz i nauczyciel. W latach 1885–1911 członek parlamentu Trójjedynego Królestwa Chorwacji, Slawonii i Dalmacji, należący do Partii Prawa. Od 1887 był wykładowcą akademickim. W latach 1905–1906 dziekanem wydziału teologicznego, a w latach 1906–1907 rektorem uniwersytetu. Od 1896 członek korespondent, a od 1899 członek rzeczywisty Jugosłowiańskiej Akademii Nauki i Sztuki. Jako filozof reprezentował neotomiczną interpretację metafizyki.
20 stycznia 1911 papież Pius X mianował go koadiutorem arcybiskupa zagrzebskiego oraz arcybiskupem tytularnym pessinuańskim. 29 stycznia 1911 przyjął sakrę biskupią z rąk sekretarza stanu kard. Rafaela Merry del Vala. Współkonsekratorami byli emerytowany biskup Nicoterii i Tropei Domenico Taccone-Gallucci oraz biskup Bovino Uberto Maria Fiodo.
26 kwietnia 1914 zmarł arcybiskup zagrzebski Juraj Posilović. Tym samym abp Bauer został arcybiskupem zagrzebskim.
W 1922 brał udział w pracach komisji przygotowującej konkordat. Dbał o instytucje edukacyjne i charytatywne. Na płaszczyźnie politycznej zabiegał o sprawiedliwe rozwiązanie kwestii narodowej Chorwacji.